# ジャンカルロ・スタントン
ジャンカルロ・クルーズ＝マイケル・スタントン（Giancarlo Cruz-Michael Stanton, 1989年11月8日 - ）は、アメリカ合衆国カリフォルニア州ロサンゼルス市パノラマシティ地区出身のプロ野球選手（外野手、指名打者）。右投右打。MLBのニューヨーク・ヤンキース所属。
MLB初出場の2010年から2年間は、登録名をマイク・スタントン（Mike Stanton）としていた。ジアンカルロ・スタントンと表記されることもある。
マイアミ・マーリンズ及び前身球団（フロリダ・マーリンズ）の通算本塁打記録を保持している。

## 経歴

### プロ入り前
父はアイルランド系アメリカ人、母はアフリカ系アメリカ人とプエルトリコ人の混血。にもかかわらずジャンカルロというイタリア系の名前をつけられたのは、単に両親がその名前を気に入っていたというだけで、特に深い意味はないという。以前の登録名マイク（Mike）はミドルネーム・マイケル（Michael）の短縮形である。父と親類はマイク（またはマイキー）、母はもうひとつのミドルネーム（Cruz）で彼を呼ぶが、本人はジャンカルロが気に入っているという。子供のころの好きな野球選手はロサンゼルス・ドジャースのラウル・モンデシー。彼を観にスタントンは親子でドジャー・スタジアムを度々訪れており、1999年4月23日にフェルナンド・タティースが朴賛浩から史上初の1イニング2満塁本塁打を放った試合も球場で生観戦していた。
地元カリフォルニア州サンフェルナンド・バレーのバードゥゴヒルズ高校で2年間を過ごしたのち、近くのノートルダム高校へ転校。そこでスタントンは野球とアメリカンフットボール、バスケットボールの3競技それぞれで優れた才能を発揮する。最上級生となった2006年から2007年にかけて、秋にはフットボールでディフェンシブバック兼レシーバーとしてチームを11勝1敗の好成績に導き、冬にはバスケットボールで1試合平均19.7得点、13.2リバウンドを記録、春には野球で打率.386、8本塁打という数字を記録した。
卒業を控えた頃には、スタントンの進路選択に注目が集まる。南カリフォルニア大学は野球とフットボールの奨学生としてオファー。特に全米屈指の強豪として知られるフットボールでは、ヘッドコーチのピート・キャロルがスタントンと直接面会してタイトエンドとして勧誘した。

### マーリンズ時代
2007年6月上旬に行われたMLBドラフト2巡目（全体76位）でフロリダ・マーリンズから指名。迷った末、8月上旬にマーリンズと契約を結び、プロの野球選手になることを選んだ。
契約後、マイナーリーグベースボールでプロデビュー。最下層のルーキー級ガルフ・コーストリーグで8試合、SS-A級ジェームズタウン・ジャマーズで9試合の計17試合に出場した。シーズン終了後には『ベースボール・アメリカ』の若手有望株ランキングで、マーリンズ傘下では最高のパワーヒッターという評価を受けた。
2008年は、A級グリーンズボロ・グラスホッパーズで125試合に出場し、打率.293、39本塁打、97打点を記録。ただ「この成績は球場の狭さに助けられてのもの、翌年以降は続かない」という声があり、それがスタントンの耳にも入っていた。その一方でシーズン途中には、7月終了時点で58勝51敗のナ・リーグ東地区3位につけていたマーリンズが、ポストシーズン進出のためにボストン・レッドソックスからトレードでマニー・ラミレスを獲得しようとしたが、交換要員にスタントンを要求され拒否、結局トレードが実現しなかったということも起こっている。
2009年はAdv-A級ジュピター・ハンマーヘッズでシーズン開幕を迎え、50試合で打率.294、12本塁打、39打点という成績を記録して、6月上旬にはAA級ジャクソンビルへ昇格。7月にはオールスター・フューチャーズゲームに選出され、試合では5回表の守備からジェイソン・ヘイワードに代わって途中出場している。AA級昇格後は79試合で打率.231、16本塁打、53打点と成績を落とした。
2010年には同級にも適応。開幕から53試合で打率.313、21本塁打、52打点という数字を記録する。5月6日の試合では推定飛距離500-550フィート（約152.4-167.6メートル）の本塁打を放ち、それを見ていたダン・メイヤーがジョシュ・ジョンソンに「あんなに飛んだ打球は今まで見たことがない」と電話するほど、スタントンの持つパワーは20歳にして既にAA級でも抜きんでたものとなっていた。6月6日にマーリンズはスタントンについて、AAA級ニューオーリンズ・ゼファーズを飛び越してメジャーへ昇格させることを決定。アラバマ州モンゴメリーに遠征に出ていたスタントンへ、球団オーナーのジェフリー・ローリアが自ら電話してそのことを告げた。8日、シチズンズ・バンク・パークでのフィラデルフィア・フィリーズ戦に「7番・右翼手」として先発出場しメジャー初出場を果たす。20歳212日でのデビューは、2003年のミゲル・カブレラ（20歳67日）に次いで、球団史上2番目に若い。この試合は2回表の初打席でカイル・ケンドリックから内野安打を放つなど、5打数3安打を記録した。メジャー初本塁打は9試合目の出場となった18日のタンパベイ・レイズ戦で、マット・ガーザから満塁の場面で放った。6月終了時点で19試合に出場し、打率.230、2本塁打、31三振と低迷していたが徐々に成績を上げていく。7月は月間打率こそ.233と前月と変わりないが、本塁打は7本放ち月間OPSも.906を記録。8月は、11日のワシントン・ナショナルズ戦で5打数5安打、1本塁打、4打点を記録し、その日から3試合で4本塁打を放つなどの活躍で、その週の週間MVPを受賞した。最終的には新人最多の22本塁打で1年目のシーズンを終えた。AA級ジャクソンビルでの成績と合わせると、この年スタントンは計43本塁打を放ったことになる。フィリーズ監督のチャーリー・マニエルも「彼よりボールを強く叩けるやつはいない」と感心していた。
2011年はスプリングトレーニング序盤で太腿を痛め、オープン戦にはわずか6試合しか出場できなかった。4月1日のニューヨーク・メッツとのシーズン開幕戦には「4番・右翼手」として先発出場したが、太腿の調子が思わしくなく途中交代し、翌日以降の1週間は出場を見合わせたり代打として出場したため、4月は22試合の出場で本塁打は2本にとどまる。また、6月には右目の視界がぼやけて見えるため試合を欠場したこともあった。それでもシーズンを通してはリーグ5位の34本塁打。本塁打率15.2はプリンス・フィルダーに次いでリーグ2位だった。この年の6月からマーリンズの監督代行として指揮を執ったジャック・マキーオンは、かつて自分の下で若き主砲として活躍したカブレラとスタントンを「よく似ている」としたうえで、当時のカブレラと比べればスタントンの野球経験は短いのでまだ成長の余地があると期待を寄せている。
2012年は7月に膝を痛めて一時戦線離脱したものの、自己最高の37本塁打を記録し、長打率はリーグ1位だった。8月17日のメッツ戦（シティ・フィールド）では、この年のMLB最高飛距離となる494フィート（約150.6m）の特大本塁打を放った。シーズン終了後の11月13日にはマーリンズが主力5選手をトロント・ブルージェイズに一斉放出する大型トレードが報じられ、自身のツイッターで球団に対する怒りをあらわにするつぶやきを発信した。
2013年は116試合の出場で打率.249、24本塁打、62打点だった。
2014年1月17日にマーリンズと650万ドルの1年契約を結んだ。9月11日のミルウォーキー・ブルワーズ戦で、マイク・ファイヤーズの投球が顔面に直撃し、負傷退場した。故障は顔面の複雑骨折と診断され、シーズンの残りの試合を欠場した。負傷するまでは全試合となる145試合に出場し、37本塁打を打って自身初の打撃タイトルとなる本塁打王を獲得し、球団史上初の本塁打王となった。また、シルバースラッガー賞（外野手部門）とハンク・アーロン賞も自身初めて受賞した。MVPの次点となるなど高く評価された（1位はクレイトン・カーショウ）。

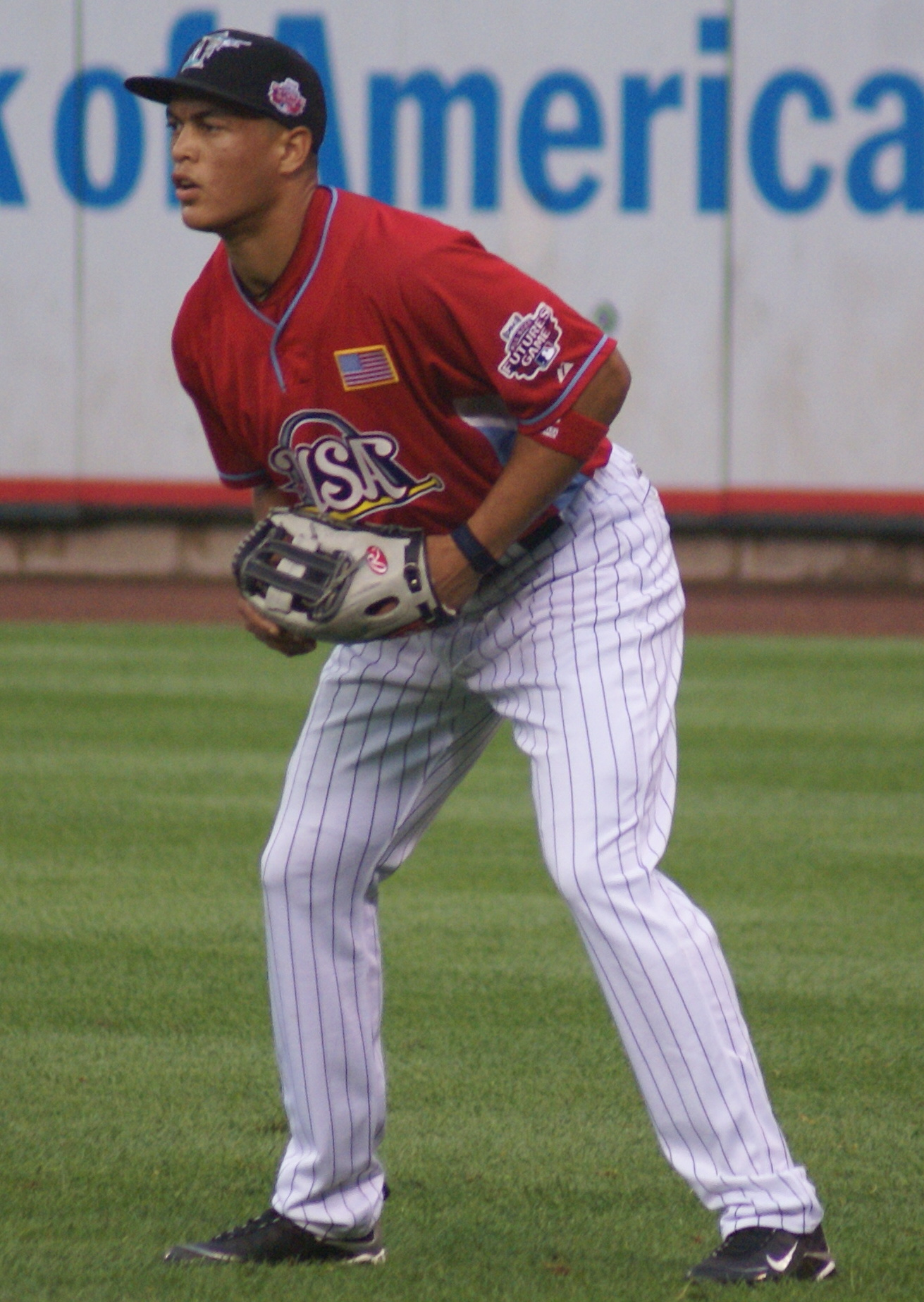
2009年、オールスター・フューチャーズゲームに出場する。

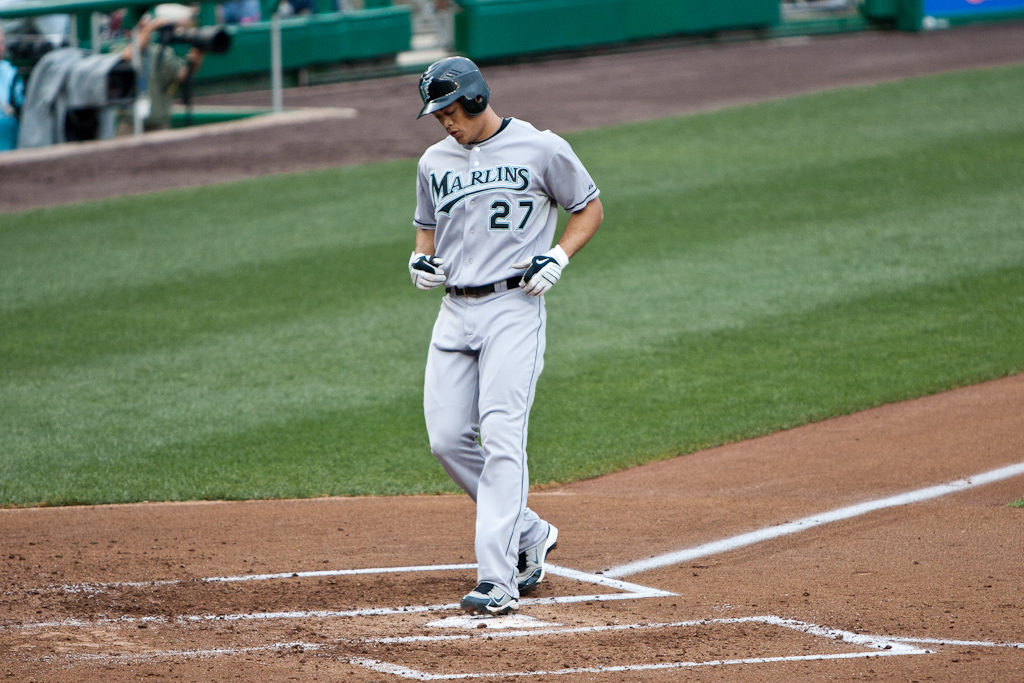
2010年

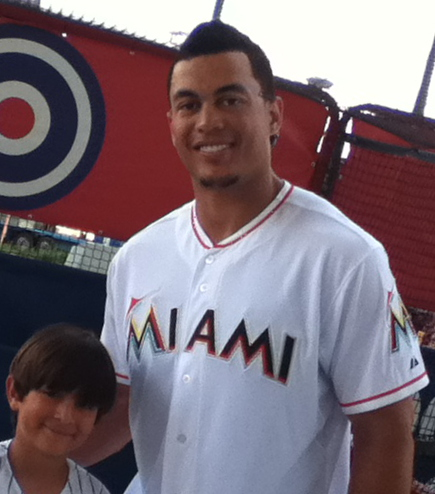
2012年

オフの11月20日にマーリンズと北米プロスポーツ史上最高額となる総額3億2500万ドル+出来高の13年契約（2028年・2500万ドルの球団オプション付き）に合意した。この北米プロスポーツ史上最高額というのは年俸ではなく「総額」で史上最高という意味である。

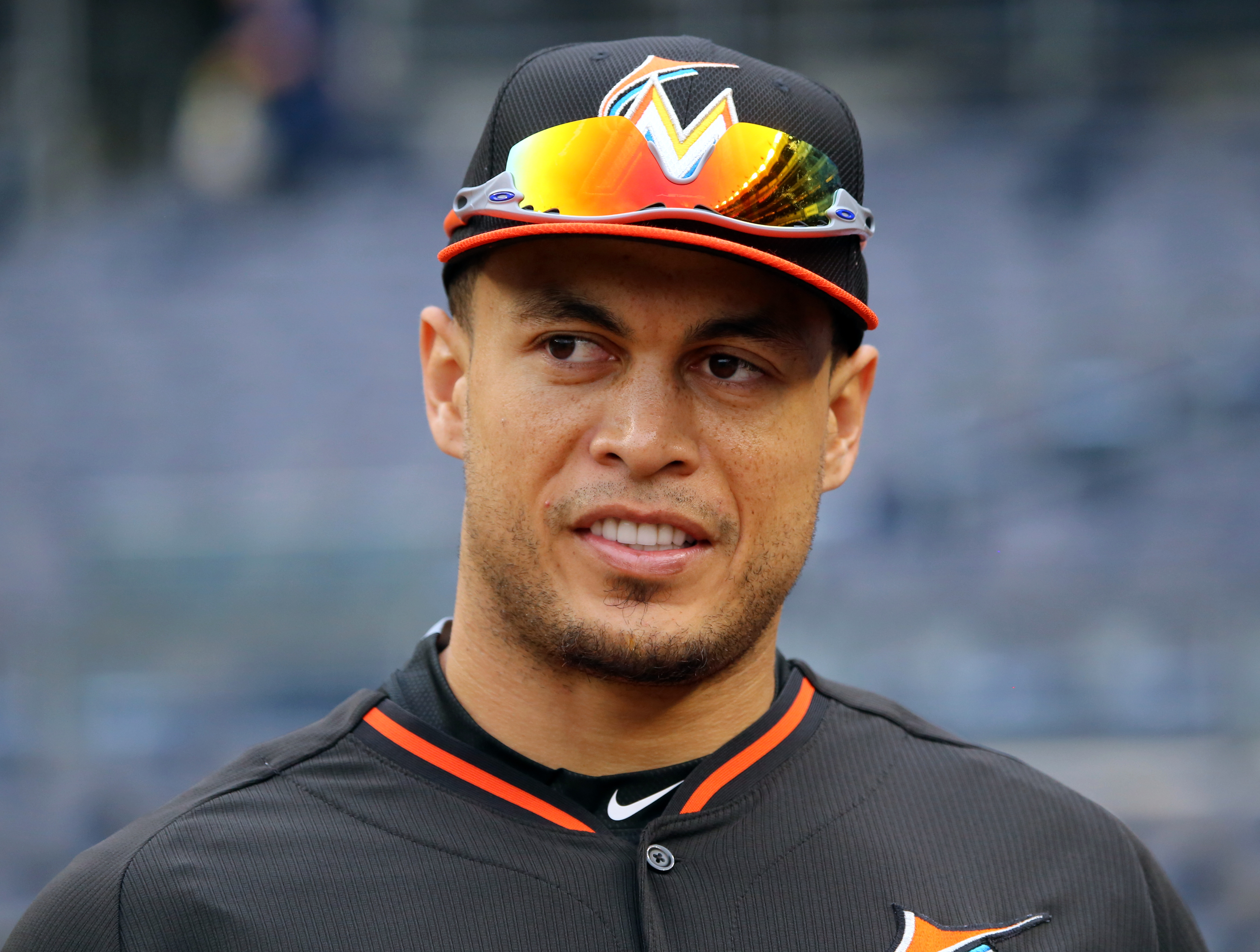
2015年

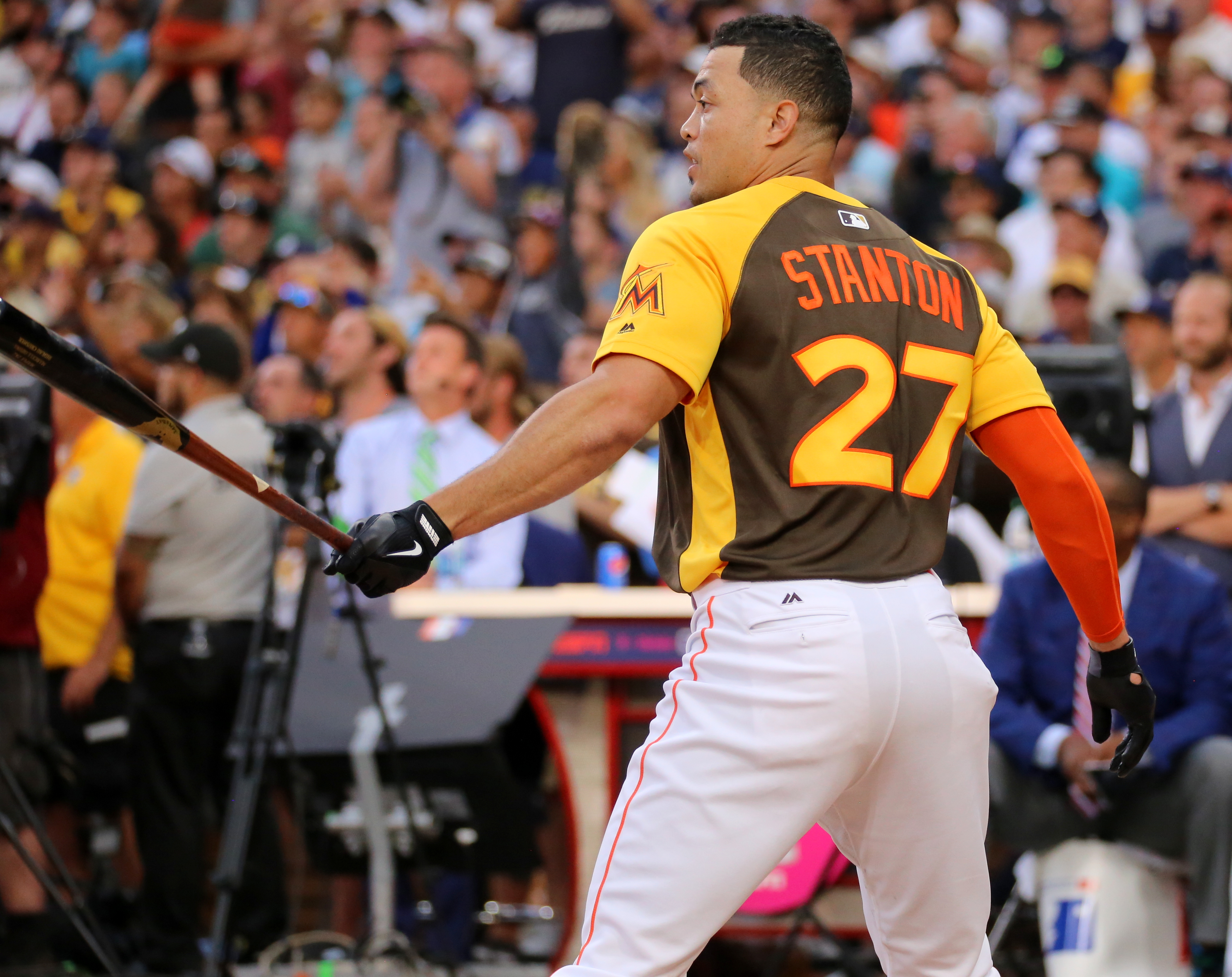
2016年、ホームランダービーで優勝する。

2015年4月16日のメッツ戦で通算155本目の本塁打を記録し、ダン・アグラの持つ球団記録を更新した。6月26日の打席で三振した際に左手を痛めた。試合後、左手の有鉤骨の骨折が判明し、故障者リストに登録された。その後、オールスターゲームに外野手部門の2位で選出されたが辞退した。左手を骨折するまでに打率.265、27本塁打、67打点などの成績を記録し、本塁打と打点で両リーグ1位だったが、故障から復帰することなくシーズンを終えた。
2016年は、5月上旬から6月中旬にかけて深刻な打撃不振に陥り、一時は打率1割台にまで低下した。6月下旬頃から復調すると、7月5日、6日の試合にかけて4打席連続本塁打を記録するなど復調し、前半戦は20本塁打を記録した。オールスターゲームには選出されなかったが、ホームランダービーには出場。3戦合計で61本塁打を放ち、優勝した。なお、61本は2005年にボビー・アブレイユの達成した41本を上回る歴代最多記録となった。8月13日に走塁中に脚を負傷して故障者リスト入りした。不振や故障離脱の影響で119試合の出場に留まり、打率.240、27本塁打、74打点に終わった。なお同年、通算200本塁打を達成。
2017年は前半戦を打率.277、27本塁打、60打点の成績で、2年ぶり4回目のオールスター選出を果たした。地元開催のオールスターゲームで期待されたが、ホームランダービーでは一回戦敗退、ゲームでは3打数無安打、2三振と結果は出せなかった。後半戦に入ると調子を大きく上げ、8月7日のナショナルズ戦でマックス・シャーザーから自己最多タイ記録となるシーズン37号本塁打を記録した。8月11日に自身初のシーズン40本塁打を記録し、1996年にシーズン42本塁打を記録したゲイリー・シェフィールドに次いで球団史上2人目のシーズン40本塁打以上を記録した選手となった。8月13日にシーズン42号本塁打を記録し、シェフィールドの球団シーズン本塁打記録に並ぶと同時に、通算250本塁打を達成した。8月27日のパドレス戦でキャリア初となるシーズン50本塁打を達成し、史上6人目となる8月の段階でのシーズン50本塁打達成でもあった。8月は打率.349、18本塁打を記録し、月間MVPを受賞した。なお8月に18本塁打を記録したのは、1937年のルディ・ヨークと並びタイ記録。最終戦には1番打者として先発出場するなど大台へのお膳立てがなされたが、残りの3試合で本塁打は出ずシーズントータルで59本塁打（歴代9位タイ）となった。それでも本塁打、打点、長打率はキャリアハイを記録し、OPSは自身初めて10割を超えた（1.007）。また、本塁打、打点の二冠を獲得し、特に本塁打は2位と20本の大差を付けた。WARはfWARでリーグ2位の6.9、rWARでリーグトップの7.6を記録した。シーズンオフにはナショナルリーグのMVPを受賞、2位のジョーイ・ボットとはわずか2ポイント差の接戦であった。

### ヤンキース時代

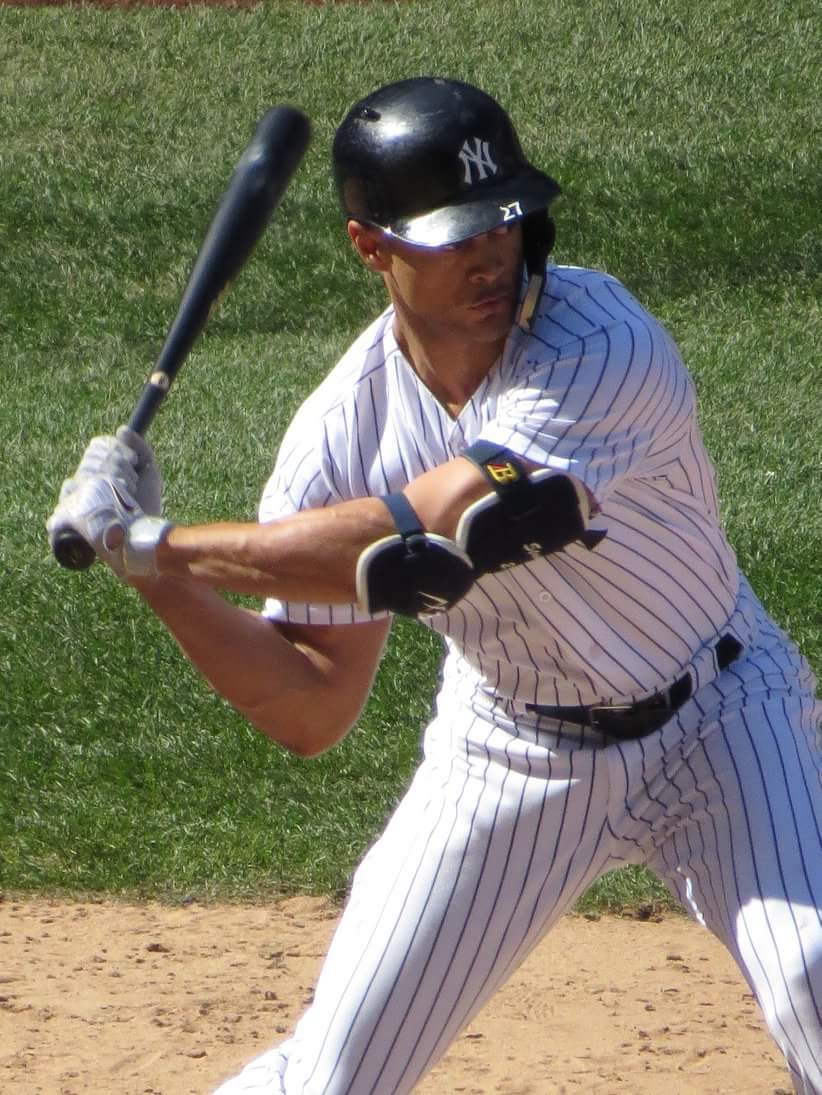
2018年

2017年12月11日にスターリン・カストロとホルヘ・グズマン、ホセ・デバースとの1対3のトレードで移籍した。
2018年は開幕戦で初打席を含めて、2本塁打を打った。ヤンキースでの初年度の開幕戦でマルチ本塁打を打ったのはジョー・ペピトーン以来だった。5月15日に、1000本安打を達成した。6月4日のデトロイト・タイガース戦で2014年に顔面直撃死球を投げたマイク・ファイヤーズから再び死球を受け、激昂した。次の打席で、左翼へ本塁打を打ち、その際にファイヤーズに対して指を向けた。8月10日のテキサス・レンジャーズ戦では、2015年に導入されたスタットキャスト史上最速となる121.7mph（約196km/h）の本塁打を放った。8月30日にフランシスコ・リリアーノからMLB歴代147人目となる通算300本塁打を記録した。最終的には158試合に出場し、打率.266、38本塁打、100打点だった。一方で211三振も記録し、球団記録を塗り替えた。ポストシーズンのワイルドカードゲームのオークランド・アスレチックス戦では、ブレイク・トレイネンからポストシーズンにおける自身初の本塁打を打った。
2019年は開幕直後から左上腕二頭筋の故障で故障者リスト入り。その後も左肩、左脹脛、膝の故障で18試合の出場にとどまった。ポストシーズン、リーグチャンピオンシップシリーズ第1戦では本塁打を放ったが、内野安打で出塁した際に右大腿四頭筋を痛めて翌日は先発から外れた。
2020年はCovid-19パンデミックによりシーズン60試合に縮小された。遅延された7月23日の開幕戦の1回表に本塁打を放ち、これはシーズン全体の1本目だった。しかしハムストリングスの故障に苦しみ、23試合の出場に留まった。ポストシーズンではワイルドカードゲームから満塁弾を含む5試合連続本塁打を記録したが、球団史上初・MLB史上2位の記録だった。
2021年5月17日に左大腿を痛めて故障者リスト入りし、2か月半程度の離脱。それでも3年ぶりに規定打席に到達し、打率.273、35本塁打、97打点の成績を残した。
2022年は110試合の出場で打率.211、31本塁打、78打点だった。
2023年4月16日に左ハムストリングスの負傷で10日間の故障者リスト入りとなる。101試合の出場で打率.191、24本塁打、60打点だった。
2024年6月23日に左ハムストリングスの負傷で故障者リスト入りした。ポストシーズンではリーグチャンピオンシップシリーズで4本塁打を記録し、シリーズMVPを獲得したが、チームはワールドシリーズでロサンゼルス・ドジャースに1勝4敗で敗れた。

## 代表経歴
2013年シーズン開幕前の2月27日に第3回ワールド・ベースボール・クラシック（WBC）のアメリカ合衆国代表に選出された。
2017年シーズン開幕前の1月24日に自身のInstagramで第4回WBCのアメリカ合衆国代表への参加の意思を表明し、2月9日に選出され、2大会連続2度目の選出となった。大会を通じて打率こそ2割を切ったが、3月18日の準々決勝ドミニカ共和国戦で勝ち越し2ランを放つ活躍を見せる。3月22日の決勝プエルトリコ戦に勝利し、初の優勝を果たした。

## 選手としての特徴

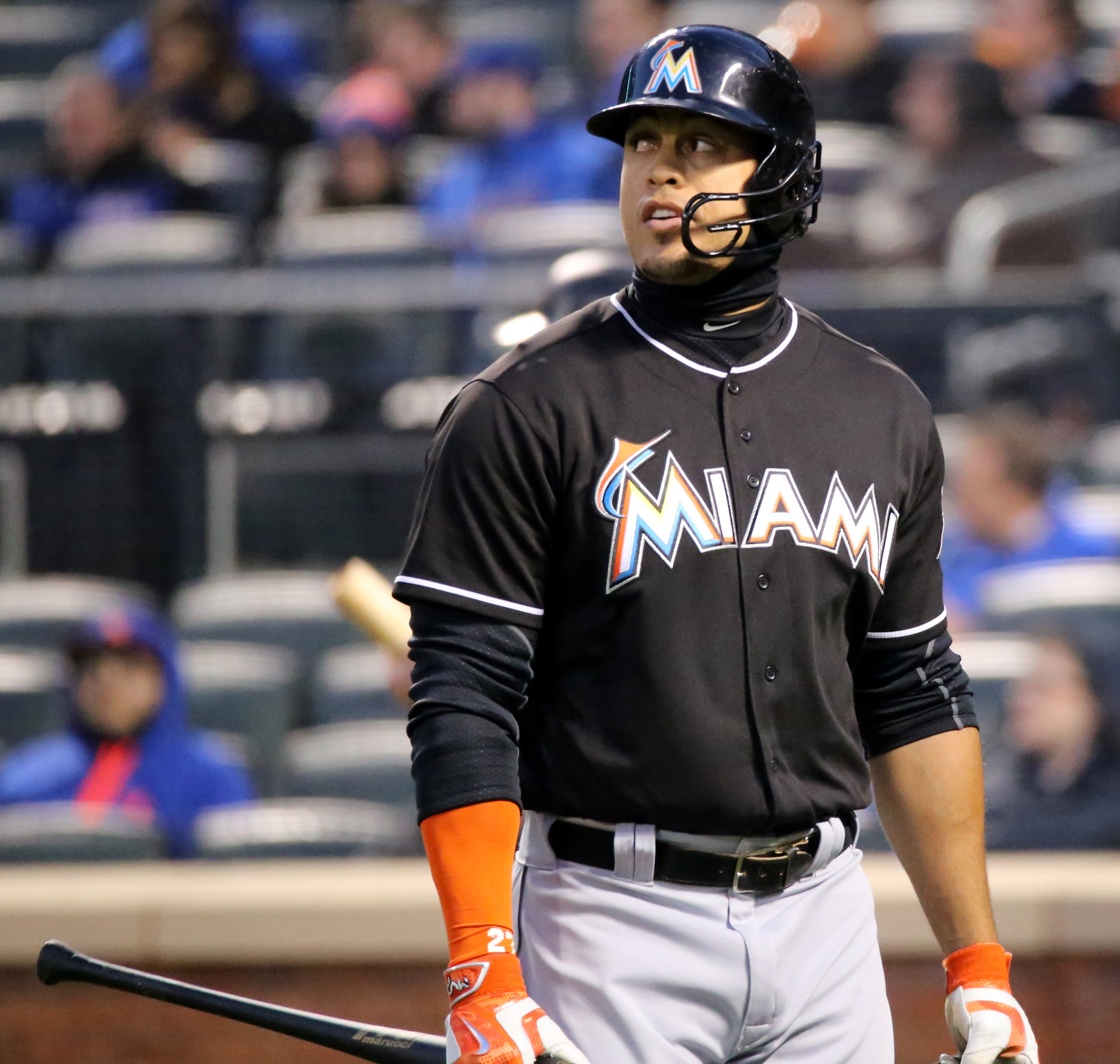
フェースガード付きヘルメットを着用しているスタントン

### 打撃
規格外のパワーを持つMLBを代表する大砲。

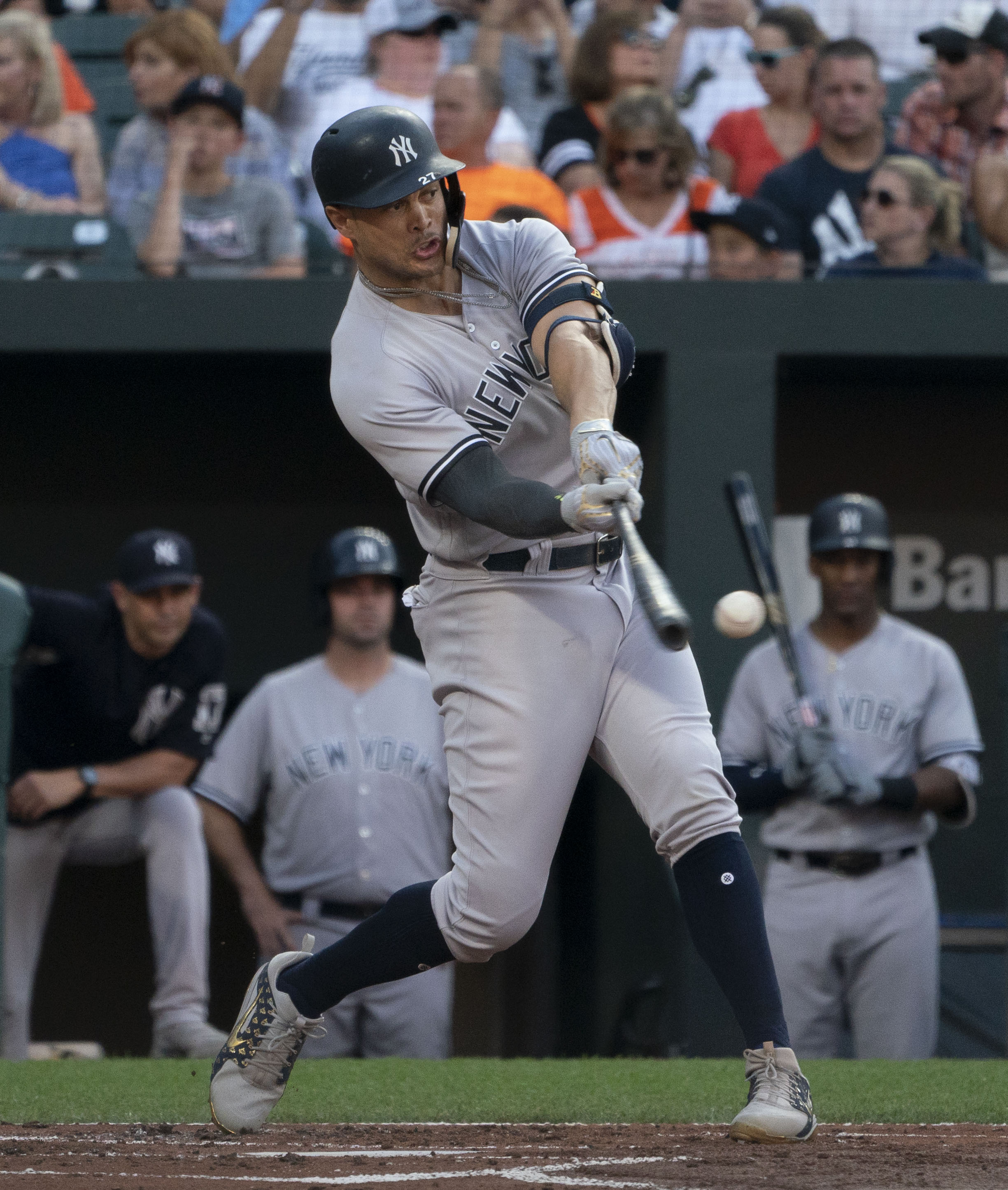
打撃時のスタントン

打球速度が非常に速く、平均打球速度は97mph（約156km/h）となっており、MLBでもトップクラスの速さとなっている。2015年以降の最高打球速度は123.9mph（約199km/h）で、これはスタットキャストによる計測史上最速の打球速度である。三振は多いが、変化球に対する間の取り方も上手く、失投を待ってスタンドに叩き込むパワーがある。
単に本塁打を量産するだけでなく、飛距離のある特大の一発や、ライナーがそのままスタンドに届くような低弾道の一発をよく放つ。
前述した2014年11月の顔面直撃死球により負傷した患部を守るため、2015年シーズン以降はフェースガード付きヘルメットでプレーしている。

### 守備
強肩で、守備範囲も平均以上のレベルを誇る。しかし、ニューヨーク・ヤンキース移籍以降は指名打者としての起用がほとんどであり、守備機会は少ない。

## 人物
父親や知人は彼のことを「マイク」や「マイキー」と呼び、高校時代からMLB2年目あたりまでは「マイク・スタントン」として知られていた。しかし2011-2012のオフシーズンに行ったヨーロッパ旅行で自分の名前に親しみを覚え、開幕前に本名である「ジャンカルロ」と呼ぶよう周知した。ちなみに母親はミドルネームの「クルーズ」で呼ぶ。
幼少期はロベルト・クレメンテやイバン・ロドリゲスを憧れとしていた。
2015年1月、マーリンズを代表する選手として、地元マイアミで開かれた世界3大ミスコンテストといわれるミス・ユニバースの審査員を務めた。

## 詳細情報

### 年度別打撃成績
| 年 度     | 球 団     | 試 合 | 打 席 | 打 数 | 得 点 | 安 打 | 二 塁 打 | 三 塁 打 | 本 塁 打 | 塁 打 | 打 点 | 盗 塁 | 盗 塁 死 | 犠 打 | 犠 飛 | 四 球 | 敬 遠 | 死 球 | 三 振 | 併 殺 打 | 打 率 | 出 塁 率 | 長 打 率 | O P S |
| --------- | --------- | ----- | ----- | ----- | ----- | ----- | -------- | -------- | -------- | ----- | ----- | ----- | -------- | ----- | ----- | ----- | ----- | ----- | ----- | -------- | ----- | -------- | -------- | ----- |
| 2010      | FLA MIA   | 100   | 396   | 359   | 45    | 93    | 21       | 1        | 22       | 182   | 59    | 5     | 2        | 0     | 1     | 34    | 6     | 2     | 123   | 7        | .259  | .326     | .507     | .833  |
| 2011      | FLA MIA   | 150   | 601   | 516   | 79    | 135   | 30       | 5        | 34       | 277   | 87    | 5     | 5        | 0     | 6     | 70    | 6     | 9     | 166   | 11       | .262  | .356     | .537     | .893  |
| 2012      | FLA MIA   | 123   | 501   | 449   | 75    | 130   | 30       | 1        | 37       | 273   | 86    | 6     | 2        | 0     | 1     | 46    | 9     | 5     | 143   | 5        | .290  | .361     | .608     | .969  |
| 2013      | FLA MIA   | 116   | 504   | 425   | 62    | 106   | 26       | 0        | 24       | 204   | 62    | 1     | 0        | 0     | 1     | 74    | 5     | 4     | 140   | 10       | .249  | .365     | .480     | .845  |
| 2014      | FLA MIA   | 145   | 638   | 539   | 89    | 155   | 31       | 1        | 37       | 299   | 105   | 13    | 1        | 0     | 2     | 94    | 24    | 3     | 170   | 16       | .288  | .396     | .555     | .950  |
| 2015      | FLA MIA   | 74    | 318   | 279   | 47    | 74    | 12       | 1        | 27       | 169   | 67    | 4     | 2        | 0     | 3     | 34    | 6     | 2     | 95    | 5        | .265  | .346     | .606     | .952  |
| 2016      | FLA MIA   | 119   | 470   | 413   | 56    | 99    | 20       | 1        | 27       | 202   | 74    | 0     | 0        | 0     | 2     | 50    | 5     | 4     | 140   | 6        | .240  | .326     | .489     | .815  |
| 2017      | FLA MIA   | 159   | 692   | 597   | 123   | 168   | 32       | 0        | 59       | 377   | 132   | 2     | 2        | 0     | 3     | 85    | 13    | 7     | 163   | 13       | .281  | .376     | .631     | 1.007 |
| 2018      | NYY       | 158   | 705   | 617   | 102   | 164   | 34       | 1        | 38       | 314   | 100   | 5     | 0        | 0     | 10    | 70    | 5     | 8     | 211   | 17       | .266  | .343     | .509     | .852  |
| 2019      | NYY       | 18    | 72    | 59    | 8     | 17    | 3        | 0        | 3        | 29    | 13    | 0     | 0        | 0     | 1     | 12    | 0     | 0     | 24    | 1        | .288  | .403     | .492     | .894  |
| 2020      | NYY       | 23    | 94    | 76    | 12    | 19    | 7        | 0        | 4        | 38    | 11    | 1     | 1        | 0     | 0     | 15    | 1     | 2     | 27    | 4        | .250  | .387     | .500     | .887  |
| 2021      | NYY       | 139   | 579   | 510   | 64    | 139   | 19       | 0        | 35       | 263   | 97    | 0     | 0        | 0     | 3     | 63    | 1     | 3     | 157   | 22       | .273  | .354     | .516     | .870  |
| 2022      | NYY       | 110   | 452   | 398   | 53    | 84    | 7        | 0        | 31       | 184   | 78    | 0     | 0        | 0     | 3     | 50    | 2     | 0     | 137   | 8        | .211  | .297     | .462     | .759  |
| 2023      | NYY       | 101   | 415   | 371   | 43    | 71    | 13       | 0        | 24       | 156   | 60    | 0     | 0        | 0     | 1     | 41    | 3     | 2     | 124   | 11       | .191  | .275     | .420     | .695  |
| 2024      | NYY       | 114   | 459   | 417   | 49    | 97    | 20       | 0        | 27       | 198   | 72    | 0     | 0        | 0     | 2     | 38    | 2     | 2     | 143   | 17       | .233  | .298     | .475     | .773  |
| MLB：15年 | MLB：15年 | 1649  | 6896  | 6025  | 907   | 1551  | 305      | 11       | 429      | 3165  | 1103  | 42    | 15       | 0     | 39    | 776   | 88    | 53    | 1963  | 153      | .257  | .345     | .525     | .870  |

- 2024年度シーズン終了時
- 各年度の太字はリーグ最高
- FLA（フロリダ・マーリンズ）は、2012年にMIA（マイアミ・マーリンズ）に球団名を変更

### 年度別打撃成績所属リーグ内順位
| 年 度 | 年 齢 | リ ｜ グ   | 打 率 | 安 打 | 二 塁 打 | 三 塁 打 | 本 塁 打 | 打 点 | 盗 塁 | 出 塁 率 |
| ----- | ----- | ---------- | ----- | ----- | -------- | -------- | -------- | ----- | ----- | -------- |
| 2010  | 21    | ナ・リーグ | -     | -     | -        | -        | -        | -     | -     | -        |
| 2011  | 22    | ナ・リーグ | -     | -     | -        | -        | 5位      | -     | -     | -        |
| 2012  | 23    | ナ・リーグ | -     | -     | -        | -        | 2位      | -     | -     | -        |
| 2013  | 24    | ナ・リーグ | -     | -     | -        | -        | -        | -     | -     | -        |
| 2014  | 25    | ナ・リーグ | -     | -     | -        | -        | 1位      | 2位   | -     | 2位      |
| 2015  | 26    | ナ・リーグ | -     | -     | -        | -        | -        | -     | -     | -        |
| 2016  | 27    | ナ・リーグ | -     | -     | -        | -        | -        | -     | -     | -        |
| 2017  | 28    | ナ・リーグ | 10位  | -     | -        | -        | 1位      | 1位   | -     | -        |
| 2018  | 29    | ア・リーグ | -     | -     | -        | -        | 7位      | 7位   | -     | -        |
| 2019  | 30    | ア・リーグ | -     | -     | -        | -        | -        | -     | -     | -        |
| 2020  | 31    | ア・リーグ | -     | -     | -        | -        | -        | -     | -     | -        |
| 2021  | 32    | ア・リーグ | -     | -     | -        | -        | -        | -     | -     | -        |
| 2022  | 33    | ア・リーグ | -     | -     | -        | -        | 9位      | -     | -     | -        |
| 2023  | 34    | ア・リーグ | -     | -     | -        | -        | -        | -     | -     | -        |
| 2024  | 35    | ア・リーグ | -     | -     | -        | -        | -        | -     | -     | -        |

- -は10位未満（打率は規定打席未到達の場合も-と表記）

### ポストシーズン打撃成績
| 年 度     | 球 団     | シ リ ｜ ズ | 試 合 | 打 席 | 打 数 | 得 点 | 安 打 | 二 塁 打 | 三 塁 打 | 本 塁 打 | 塁 打 | 打 点 | 盗 塁 | 盗 塁 死 | 犠 打 | 犠 飛 | 四 球 | 敬 遠 | 死 球 | 三 振 | 併 殺 打 | 打 率 | 出 塁 率 | 長 打 率 | O P S |
| --------- | --------- | ----------- | ----- | ----- | ----- | ----- | ----- | -------- | -------- | -------- | ----- | ----- | ----- | -------- | ----- | ----- | ----- | ----- | ----- | ----- | -------- | ----- | -------- | -------- | ----- |
| 2018      | NYY       | ALWC        | 1     | 4     | 3     | 2     | 1     | 0        | 0        | 1        | 4     | 1     | 1     | 0        | 0     | 0     | 1     | 0     | 0     | 1     | 0        | .333  | .500     | 1.333    | 1.833 |
| 2018      | NYY       | ALDS        | 4     | 18    | 18    | 2     | 4     | 0        | 0        | 0        | 4     | 0     | 0     | 0        | 0     | 0     | 0     | 0     | 0     | 6     | 1        | .222  | .222     | .222     | .444  |
| 2019      | NYY       | ALDS        | 3     | 11    | 6     | 0     | 1     | 0        | 0        | 0        | 1     | 1     | 0     | 0        | 0     | 1     | 4     | 0     | 0     | 2     | 1        | .167  | .455     | .167     | .621  |
| 2019      | NYY       | ALCS        | 2     | 7     | 7     | 1     | 2     | 0        | 0        | 1        | 5     | 1     | 0     | 0        | 0     | 0     | 0     | 0     | 0     | 5     | 0        | .286  | .286     | .714     | 1.000 |
| 2020      | NYY       | ALWC        | 2     | 10    | 7     | 3     | 2     | 0        | 0        | 2        | 8     | 3     | 0     | 0        | 0     | 1     | 2     | 0     | 0     | 3     | 0        | .286  | .400     | 1.143    | 1.543 |
| 2020      | NYY       | ALDS        | 5     | 21    | 19    | 4     | 6     | 1        | 0        | 4        | 19    | 10    | 0     | 0        | 0     | 0     | 2     | 0     | 0     | 7     | 1        | .316  | .381     | 1.000    | 1.381 |
| 2021      | NYY       | ALWC        | 1     | 4     | 4     | 1     | 3     | 0        | 0        | 1        | 6     | 1     | 0     | 0        | 0     | 0     | 0     | 0     | 0     | 1     | 0        | .750  | .750     | 1.500    | 2.250 |
| 2022      | NYY       | ALDS        | 5     | 19    | 16    | 2     | 2     | 0        | 0        | 2        | 8     | 6     | 0     | 0        | 0     | 1     | 2     | 0     | 0     | 6     | 0        | .125  | .211     | .500     | .711  |
| 2022      | NYY       | ALCS        | 4     | 16    | 16    | 1     | 4     | 2        | 0        | 0        | 6     | 1     | 0     | 0        | 0     | 0     | 0     | 0     | 0     | 3     | 0        | .250  | .250     | .375     | .625  |
| 2024      | NYY       | ALDS        | 4     | 18    | 16    | 1     | 6     | 2        | 0        | 1        | 11    | 4     | 1     | 0        | 0     | 0     | 2     | 1     | 0     | 2     | 1        | .375  | .444     | .688     | 1.132 |
| 2024      | NYY       | ALCS        | 5     | 21    | 18    | 5     | 4     | 0        | 0        | 4        | 16    | 7     | 0     | 0        | 0     | 0     | 3     | 0     | 0     | 5     | 0        | .222  | .333     | .889     | 1.222 |
| 2024      | NYY       | WS          | 5     | 23    | 21    | 3     | 5     | 1        | 0        | 2        | 12    | 5     | 0     | 0        | 0     | 1     | 1     | 0     | 0     | 4     | 0        | .238  | .261     | .571     | .832  |
| 出場：6回 | 出場：6回 | 出場：6回   | 41    | 172   | 151   | 25    | 40    | 6        | 0        | 18       | 100   | 40    | 2     | 0        | 0     | 4     | 17    | 1     | 0     | 43    | 4        | .265  | .331     | .662     | .994  |

- 2024年度シーズン終了時

### WBCでの打撃成績
| 年 度 | 代 表          | 試 合 | 打 席 | 打 数 | 得 点 | 安 打 | 二 塁 打 | 三 塁 打 | 本 塁 打 | 塁 打 | 打 点 | 盗 塁 | 盗 塁 死 | 犠 飛 | 四 球 | 敬 遠 | 死 球 | 三 振 | 併 殺 打 | 打 率 | 出 塁 率 | 長 打 率 |
| ----- | -------------- | ----- | ----- | ----- | ----- | ----- | -------- | -------- | -------- | ----- | ----- | ----- | -------- | ----- | ----- | ----- | ----- | ----- | -------- | ----- | -------- | -------- |
| 2013  | アメリカ合衆国 | 5     | 21    | 17    | 0     | 4     | 0        | 0        | 0        | 4     | 1     | 0     | 0        | 0     | 4     | 1     | 0     | 3     | 0        | .235  | .281     | .235     |
| 2017  | アメリカ合衆国 | 7     | 25    | 22    | 3     | 5     | 2        | 0        | 1        | 12    | 4     | 0     | 0        | 1     | 2     | 1     | 1     | 10    | 2        | .227  | .320     | .455     |

### 年度別守備成績
| 年 度 | 球 団   | 左翼（LF） | 左翼（LF） | 左翼（LF） | 左翼（LF） | 左翼（LF） | 左翼（LF） | 中堅（CF） | 中堅（CF） | 中堅（CF） | 中堅（CF） | 中堅（CF） | 中堅（CF） | 右翼（RF） | 右翼（RF） | 右翼（RF） | 右翼（RF） | 右翼（RF） | 右翼（RF） |
| 年 度 | 球 団   | 試 合      | 刺 殺      | 補 殺      | 失 策      | 併 殺      | 守 備 率   | 試 合      | 刺 殺      | 補 殺      | 失 策      | 併 殺      | 守 備 率   | 試 合      | 刺 殺      | 補 殺      | 失 策      | 併 殺      | 守 備 率   |
| ----- | ------- | ---------- | ---------- | ---------- | ---------- | ---------- | ---------- | ---------- | ---------- | ---------- | ---------- | ---------- | ---------- | ---------- | ---------- | ---------- | ---------- | ---------- | ---------- |
| 2010  | FLA MIA | -          | -          | -          | -          | -          | -          | -          | -          | -          | -          | -          | -          | 98         | 219        | 10         | 4          | 1          | .983       |
| 2011  | FLA MIA | -          | -          | -          | -          | -          | -          | 1          | 2          | 0          | 0          | 0          | 1.000      | 142        | 280        | 10         | 6          | 2          | .980       |
| 2012  | FLA MIA | -          | -          | -          | -          | -          | -          | -          | -          | -          | -          | -          | -          | 117        | 257        | 6          | 7          | 1          | .974       |
| 2013  | FLA MIA | -          | -          | -          | -          | -          | -          | -          | -          | -          | -          | -          | -          | 116        | 233        | 7          | 8          | 0          | .968       |
| 2014  | FLA MIA | -          | -          | -          | -          | -          | -          | -          | -          | -          | -          | -          | -          | 143        | 319        | 7          | 6          | 1          | .982       |
| 2015  | FLA MIA | -          | -          | -          | -          | -          | -          | -          | -          | -          | -          | -          | -          | 71         | 149        | 6          | 3          | 3          | .981       |
| 2016  | FLA MIA | -          | -          | -          | -          | -          | -          | -          | -          | -          | -          | -          | -          | 106        | 215        | 5          | 4          | 0          | .982       |
| 2017  | FLA MIA | -          | -          | -          | -          | -          | -          | -          | -          | -          | -          | -          | -          | 149        | 320        | 9          | 4          | 1          | .988       |
| 2018  | NYY     | 36         | 51         | 4          | 0          | 0          | 1.000      | -          | -          | -          | -          | -          | -          | 37         | 60         | 2          | 1          | 0          | .984       |
| 2019  | NYY     | 10         | 9          | 0          | 0          | 0          | 1.000      | -          | -          | -          | -          | -          | -          | 3          | 6          | 0          | 1          | 0          | .857       |
| 2021  | NYY     | 10         | 22         | 0          | 0          | 0          | 1.000      | -          | -          | -          | -          | -          | -          | 16         | 28         | 0          | 1          | 0          | .966       |
| 2022  | NYY     | 4          | 3          | 0          | 0          | 0          | 1.000      | -          | -          | -          | -          | -          | -          | 34         | 53         | 2          | 1          | 0          | .982       |
| 2023  | NYY     | 2          | 3          | 0          | 0          | 0          | 1.000      | -          | -          | -          | -          | -          | -          | 31         | 44         | 1          | 0          | 1          | 1.000      |
| MLB   | MLB     | 62         | 88         | 4          | 0          | 0          | 1.000      | 1          | 2          | 0          | 0          | 0          | 1.000      | 1063       | 2183       | 65         | 46         | 10         | .980       |

- 2024年度シーズン終了時
- 各年度の太字はリーグ最高

### タイトル
- 本塁打王：2回（2014年、2017年）
- 打点王：1回（2017年）

### 表彰
- シーズンMVP：1回（2017年）
- シルバースラッガー賞（外野手部門）：2回（2014年、2017年）
- MLBオールスターゲームMVP：1回（2022年）
- リーグチャンピオンシップシリーズMVP：1回（2024年）
- ハンク・アーロン賞：2回（2014年、2017年）
- 月間MVP：3回（2012年5月、2015年6月、2017年8月）

### 記録
- MLBオールスターゲーム選出：6回（2012年、2014年、2015年、2017年、2018年、2022年）

### 背番号
- 27（2010年 - ）

### 代表歴
- 2013 ワールド・ベースボール・クラシック・アメリカ合衆国代表
- 2017 ワールド・ベースボール・クラシック・アメリカ合衆国代表